# Турций Алмахий
Турций Алмахий (лат. Turcius Almachius) (II век) — префект Рима в правление Марка Аврелия и Коммода.
Об Алмахие сохранились скудные и противоречивые сведения из источников христианской ориентации.
Известно, что занимал должность префектора города, однако точные даты неизвестны.
Согласно христианскому преданию, Алмахий был ярым поборником язычества и предал смерти множество христиан. Наиболее известными из них были Цецилия Римская, её муж Валериан, брат Валериана — Тибуртий, которые, по приказу Алмахия были подвергнуты пыткам, а затем, за отказ приносить жертвы Юпитеру, обезглавлены.
Также, по легенде, по его приказу был насмерть забит начальник конвоя Максим, сопровождавший Цецилию и других христиан на казнь и принявший христианство.
Хронология этих событий спорна: по одним данным в правление Марка Аврелия и Коммода, по другими около 230 года (то есть в правление Александра Севера), либо при Диоклетиане .
В «Золотой Легенде» есть диалог между Алмахием и Цецилией. Этот же диалог, но в стихотворной форме у Джеффри Чосера в «Кентерберийских рассказах»:

«А не страшит тебя, — спросил Алмахий, -
Префекта власть?» Она ж ему в ответ:
«Земная власть держать не может в страхе
Того, кому открылся правды свет.
Ведь ничего в ней, кроме спеси, нет,
Как в пузыре: проткни его иглою -

И сморщенный комок перед тобою».— 